# ساختمان دویچه بانک
ساختمان دویچه بانک یک آسمان‌خراش واقع در ایالت نیویورک، ایالات متحده آمریکا می‌باشد. ساخت و ساز این ساختمان ۱۹۷۱ شروع شد و ۱۹۷۳ به پایان رسید. تعداد طبقاتش ۳۹ است.